# Guitarra de jazz
El término guitarra de jazz se refiere tanto al tipo de guitarra como al estilo de tocar el instrumento, con fuertes influencias del género del jazz. 
Aunque como instrumento acústico, junto con el banjo, tiene en el jazz una tradición mucho más larga que la mayoría de los demás instrumentos, el protagonismo del instrumento eléctrico arranca con Charlie Christian, que en 1939 ingresó en la orquesta de Benny Goodman y en tan solo dos años, hasta su muerte en 1942, revolucionó por completo la interpretación del instrumento.

## Historia
Antes de Christian, la guitarra era un instrumento rítmico y de acompañamiento armónico, usado por los cantantes de blues-folk, y del worksong (música de los esclavos en los campos de trabajo) de la extensa prehistoria del jazz, una música de raíz africana que a menudo tenía en la guitarra su principal y a veces único instrumento. Es con Johnny St. Cyr y Lonnie Johnson que comienza la historia de la guitarra de jazz propiamente dicha; el primero acompañó a King Oliver, Louis Armstrong y Jelly Roll Morton, mientras que Johnson desarrolló su carrera como solista, marcando así el inicio de dos tradiciones de interpretación que perduran hasta hoy día: la interpretación rítmica y de acompañamiento armónico; y la solista, de líneas y fraseos monofónicos. Bud Scott, Danny Barker o Everett Barksdale fueron tres tempranos representantes del estilo rítmico, seguidos de Freddie Green, un guitarrista que acompañó a Count Basie desde 1937 hasta su muerte, en 1987. A pesar de no haber tocado jamás como solista, Green ha sido siempre uno de los guitarristas más solicitados del jazz y su estilo de ejecución supuso una ruptura absoluta con la revolución que introdujo Christian, pues se mantuvo siempre fuera de su esfera de influencia, dando lugar a un sucesor de gran éxito en el ámbito del jazz rock, del soul y del funk, Cornell Dupree.

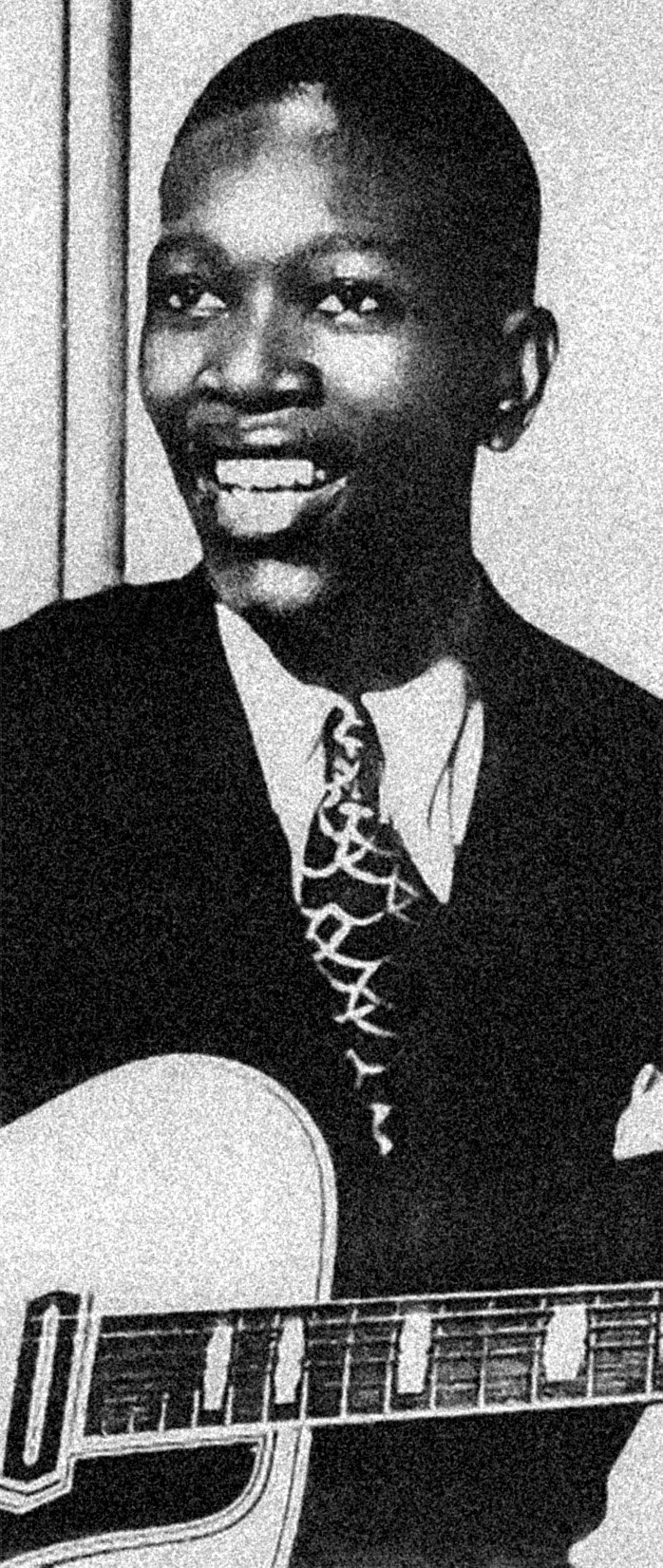
Charlie Christian.

Teddy Bunn y Al Casey fueron dos guitarristas de Nueva Orleans que intentaron unificar las tradiciones iniciadas por St. Cyr y por Johnson en un estilo que combinaba el estilo de acordes con el estilo single note. Eddie Lang, influido por el cantante y guitarrista Nick Lucas fue el más importante guitarrista de "estilo Chicago", quién junto al dúo con el violinista Joe Venuti, fueron pioneros del dueto guitarra - violín e influencia para posteriores músicos, entre ellos, el guitarrista Django Reinhardt y el violinista Stéphane Grappelli. Eddie Condon, también de Chicago, fue por su parte un fiel seguidor del estilo de acordes de Johnny St. Cyr.

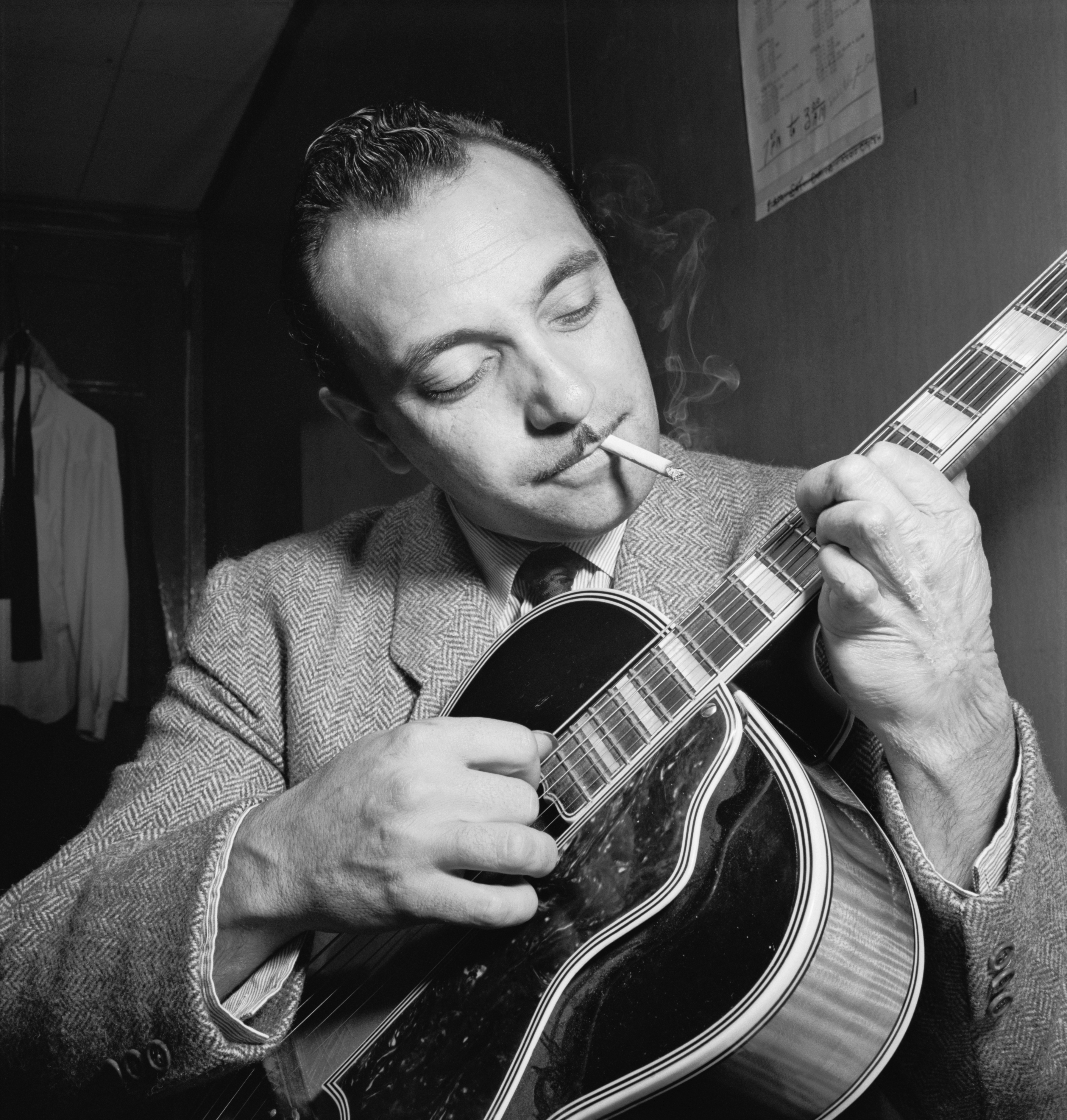
Django Reinhardt.

Django Reinhardt fue el primer gran guitarrista europeo, un músico que desde mediados de la década de 1930 ejerció una influencia incalculable colocando la guitarra acústica al frente de la banda con unos solos de gran riqueza e imaginación ejecutados a la perfección sobre una base rítmica proporcionada por otros dos guitarristas y un contrabajo. La concepción armónica de Reinhardt, extraordinariamente avanzada para su época, ejerció una notable influencia en Charlie Christian y Les Paul, entre otros muchos, y sus cualidades como compositor, entre otros muchos factores, lo sitúa como una de las figuras más importantes de la historia del jazz, seguido y admirado por músicos de la talla del pianista John Lewis, el mandolinista David Grisman, el violinista Phillip Catherine, o los guitarristas Earl Klugh, Larry Coryell, Christian Escoudé, Bolou Ferré o Biréli Lagrène.
El brasileño Laurindo Almeida, un guitarrista de la talla de grandes guitarristas de concierto como Andrés Segovia o Vicente Gómez, aplicó la tradición guitarrística española al jazz, primero como miembro de la orquesta de Stan Kenton, y después con Bud Shank, Ray Brown y Jeff Hamilton, y por último, en su propia obra, en la que incorporaba asimismo elementos estilísticos de su la música de su país de origen. Otros guitarristas brasileños que siguieron la estela de Almeida fueron Baden Powell, Bola Sete y Egberto Gismonti, mientras que Charlie Byrd fusiona en su guitarra elementos muy distantes, desde la influencia de Bach hasta los ritmos de la bossa nova brasileña.
El primer músico en usar la guitarra eléctrica de jazz no fue Charlie Christian, sino Eddie Durham, guitarrista, trombonista y arreglista de la orquesta de Jimmie Lunceford y de Count Basie. Sin embargo, Durham no supo aprovechar las posibilidades que le ofrecía la guitarra eléctrica, un instrumento que tuvo que esperar a la llegada de Charlie Christian, un solista de la talla de Lester Young o de Charlie Parker, para comenzar a emanciparse. Christian descubrió nuevos horizontes técnicos, armónicos y melódicos para la guitarra eléctrica, haciendo gala de un extraordinario virtuosismo que causaba asombro y admiración entre sus contemporáneos. El estilo de Christian fue denominado reed style, pues usaba la guitarra como si fuese un saxofón, con fraseos característicos de los instrumentos de lengüeta; armónicamente, Christian fue el primero en no desarrollar sus improvisaciones no sobre los acordes de los temas, sino sobre los acordes de transición que introducía entre los acordes básicos; en el campo melódico, Christian sustituyó el característico staccato que usaban casi todos los guitarristas antes que él por el legato, ligando las notas de sus frases a la manera de un saxofonista.

## El legado de Charlie Christian
Todos los guitarristas que surgieron tras Charlie Christian proceden de él. Entre los integrantes de la primera generación de guitarristas post-Christian se sitúan Tiny Grimes, Oscar Moore, si muy buen
Irving Ashby, Les Paul, Bill de Arango, Chuck Wayne y, sobre todo, Barney Kessel, el guitarrista rítmico más importante de la década de 1950, junto a Jimmy Raney (más interesante desde el punto de vista armónico) y Johnny Smith, con un sonido más elaborado.

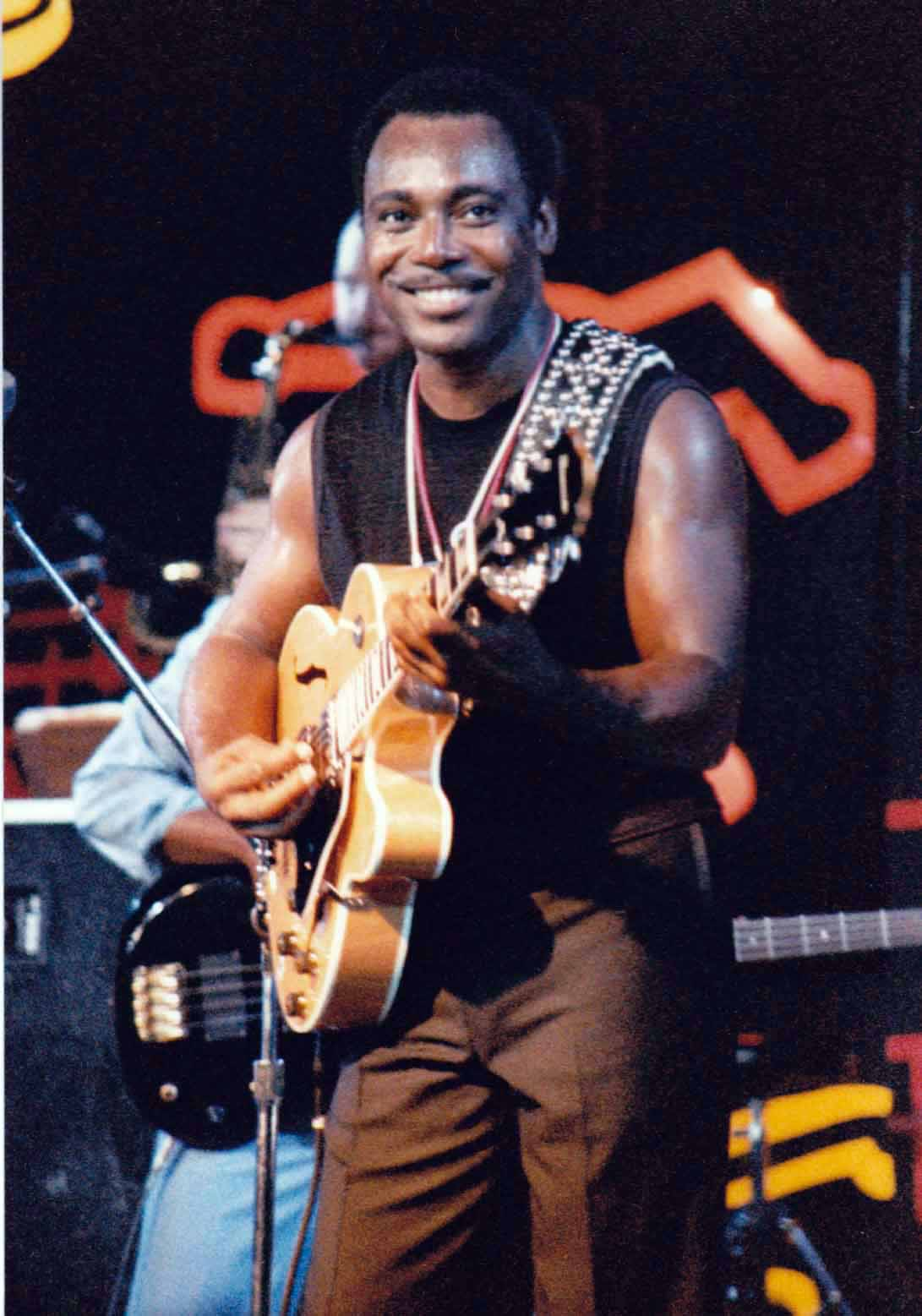
George Benson.

Tal Farlow recoge la influencia de Jimmy Rayne en un estilo de frases largas que sintetiza las características básicas del moderno clasicismo; Jim Hall, famoso por sus colaboraciones con Oscar Peterson, se convirtió en el guitarrista de jazz intemporal por excelencia desde principios de la década de 1970; Kenny Burrell es considerado el guitarrista más destacado del hard bop, pero en su carrera ha recorrido terrenos estilísticos muy diversos; Herb Ellis es un gran guitarrista de bop con influencias country en su toque; Les Spann, también flautista, fue popular durante la década de 1950; Gabor Szabo poseía un sonido propio y singular, con reminiscencias de su Hungría natal; Grant Green fue un excepcional intérprete de blues que dominaba a la perfección el lenguaje bebop con un estilo que primaba la expresividad sobre la mera capacidad técnica; Larry Coryell, con su ecléctica mezcla de rock, country, blues y bop y su característico sonido afilado, fue uno de los pioneros del jazz rock en la guitarra.
Wes Montgomery fue un guitarrista inmenso, extensión natural de la escuela de Charlie Christian. Su característica técnica de octavas resultó enormemente influyente y le proporcionó un éxito comercial que le acompañaría durante toda su corta vida.
George Benson es uno de los más grandes guitarristas de jazz de todos los tiempos, pero también un músico cuya enorme versatilidad lo han alejado en ocasiones del estilo, originando no poca frustración entre los críticos más puristas. Inspirado en Charlie Christian y Wes Montgomery, Benson es capaz de tocar con absoluta solvencia en cualquier estilo con su característico sonido, su técnica inmaculada y su buen gusto. Magnífico guitarrista rítmico, además de solista, Benson está dotado además, de unas cualidades vocales que lo han hecho brillar en la esfera del soul jazz, que recuerda a las más grandes estrellas del género (al lado de Stevie Wonder o Donny Hathaway y que lo han situado como uno de los pocos músicos de jazz que han logrado un gran éxito comercial entre el público general.

## Influencia en otros géneros
A la entrada de la década de 1970 la guitarra conoció una explosión de popularidad que debe, sobre todo, a Wes Montgomery en el jazz, B.B. King en el blues y Jimi Hendrix en el rock. King es el padre de la guitarra pop y rock durante las décadas de 1960 y 1970, un músico que llevó las innovaciones de Charlie Christian a un terreno totalmente diferente, alargando el sonido de la guitarra eléctrica y situándose en la cúspide de un desarrollo que se remonta a prehistoria del blues junto a  T-Bone Walker, Muddy Waters, Jimmy Dawkins, Buddy Guy, Otis Rush, Mike Bloomfield y, en la línea más cercana al rock, Albert King, Albert Collins y Johnny "Guitar" Watson. Jimi Hendrix, por su parte fue el más grande guitarrista de rock de la década de 1960, además de un símbolo de la contracultura musical de esa época, solo comparable a Bob Dylan. Su técnica musical ha sido objeto de estudio de numerosos análisis: el uso del pedal wah-wah; de cuellos de botella, anillos o de sus propios dientes; cómo usaba el amplificador como instrumento; cómo reafinaba el instrumento sobre el terreno para lograr armonías inimaginables; cómo usaba la guitarra como instrumento de percusión; cómo usaba el feedback del amplificador para contestarse a sí mismo musicalmente; y cómo, en definitiva, "abrió la música a la electrónica", usando la guitarra como aparato de control de los efectos electrónicos que utilizaba en su música.

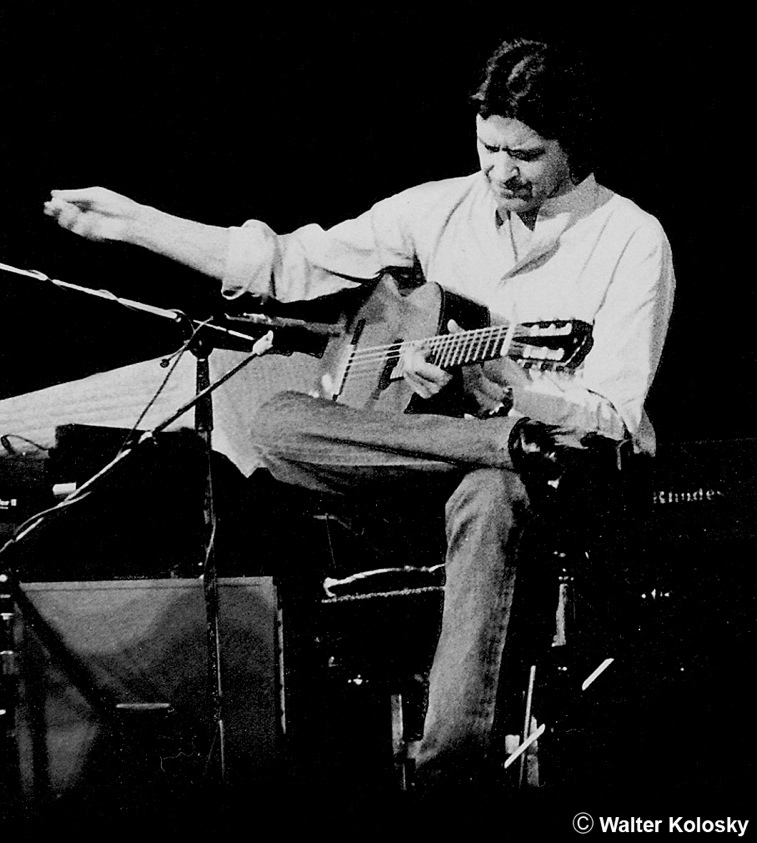
John McLaughlin.

John McLaughlin es uno de los guitarristas más virtuosos del campo del jazz fusion, un músico siempre abierto a nuevas experiencias que pone su técnica al servicio de la búsqueda espiritualidad que refleja su música. Sea con la eléctrica, sea con la acústica, McLaughlin -que, como tantos otros artistas, saltó a la fama gracias a sus colaboraciones con Miles Davis- es responsable de algunos de las más importantes grabaciones en su campo, especialmente las que realizó desde principios de la década de 1970 con su banda Mahavishnu Orchestra.
Entre los guitarristas de rock directamente enraizados en la tradición de Hendrix y en el blues se encuentran Eric Clapton, Duane Allman, Carlos Santana, Jeff Beck, Nils Lofgren y Frank Zappa. Entre los guitarristas que han actualizado el lenguaje cool sobresalen el húngaro Attila Zoller, el canadiense Ed Bickert, los estadounidenses Howard Roberts, Michael Santiago, Doug Raney o Jack Wilkins. Entre los guitarristas de jazz rock y jazz fusion hay que mencionar a Joe Beck, Larry Coryell, Steve Khan, Eric Gale, Earl Klugh, Al DiMeola, Pat Metheny, Lee Ritenour, Vic Juris, Baird Hersey, Larry Carlton, Jan Schafer, el holandés Jan Akkerman, el británico Allan Holdsworth, el finlandés Jukka Tolonen, el noruego Terje Rypdal, o los alemanes Volker Kriegel, Toto Blanke o Michael Sagmeister. Entre los guitarristas que han fusionado el jazz con la música tradicional de distintos países, se encuentran Alex de Grassi, William Ackerman, Leo Kottke, Ry Cooder, John Fahey y Robbie Basho. Entre los guitarristas free cabe destacar a Sonny Sharrock, Michael Gregory Jackson, James Emery, Spencer Barefield, James Blood Ulmer o el británico Derek Bailey. Entre los guitarristas que continuaron la tradición del swing están George Barnes, Bucky Pizzarelli, Cal Collins y -sobre todo- Joe Pass. Por último, entre los guitarristas de la corriente mainstream contemporánea se encuentran John Scofield, John Abercrombie, Roland Prince, Ted Dumbar, Rodney Jones, Ed Cherry, Joe Diorio, Monette Sudler, o Ron Eschete, además del inclasificable Ralph Towner, del grupo Oregon.